# Lycophotia picta
Lycophotia picta är en fjärilsart som beskrevs av Fabricius 1794. Lycophotia picta ingår i släktet Lycophotia och familjen nattflyn. Inga underarter finns listade i Catalogue of Life.